# Anastazy Rudnicki
Stefan Anastazy Rudnicki – jako wariant nazwiska spotykane jest Rudzieński (ur. ? – zm. VII/VIII 1675) – polski duchowny katolicki, bernardyn, biskup bakowski.
W zakonie pełnił urząd gwardiana mińskiego. Prekonizawany na urząd biskupa bakowskiego 31 lipca 1662.